# Una sconfinata giovinezza
Una sconfinata giovinezza es una película italiana de 2010 dirigida por Pupi Avati y protagonizada por Fabrizio Bentivoglio, Francesca Neri, Serena Grandi y Gianni Cavina.

## Sinopsis
Lino, un experto periodista deportivo de Il messaggero y comentarista deportivo de Rai, ha estado casado durante muchos años con Chicca, una profesora universitaria de filología románica. La suya es una relación consolidada que ha superado muchas dificultades, incluida la pérdida de un niño. Justo cuando parecen haber encontrado su equilibrio como pareja, Lino comienza a culpar a los efectos debilitantes y degenerativos de la enfermedad de Alzheimer. La enfermedad trastorna enormemente la relación entre ambos.

## Reparto
- Fabrizio Bentivoglio: Lino Settembre
- Francesca Neri: Francesca
- Serena Grandi: Amabile
- Gianni Cavina: Preda
- Lino Capolicchio: Emilio
- Isabelle Adriani: Nicoletta
- Vincenzo Crocitti: Don Nico